# Volvo Aero
Volvo Aero était la filiale aéronautique du groupe suédois Volvo. Elle développait et fabriquait des composants pour l'aviation et les moteurs-fusées
Le 6 juillet 2012, Volvo Aero a été acheté par le constructeur britannique GKN pour 790 millions d'euros.